# Taira latilabiata
Taira latilabiata là một loài nhện trong họ Amaurobiidae.
Loài này thuộc chi Taira. Taira latilabiata được miêu tả năm 2008 bởi Zhang, Zhu & Da-xiang Song.